# Estriégana
Estriégana – gmina w Hiszpanii, w prowincji Guadalajara, w Kastylii-La Mancha, o powierzchni 16,19 km². W 2011 roku gmina liczyła 22 mieszkańców.